# Rheumaptera subhastata
Rheumaptera subhastata là một loài bướm đêm thuộc họ Geometridae. Nó được tìm thấy ở miền Cổ bắc và miền Tân bắcs, ở đó nó is widely distributed ở miền tây North America.
Sải cánh dài 26–31 mm. Con trưởng thành bay từ giữa tháng 5 đến giữa tháng 7. Có một lứa một năm.
Ấu trùng ăn các loài the foliage của Alnus. They fold a leaf into a tent.

## Hình ảnh

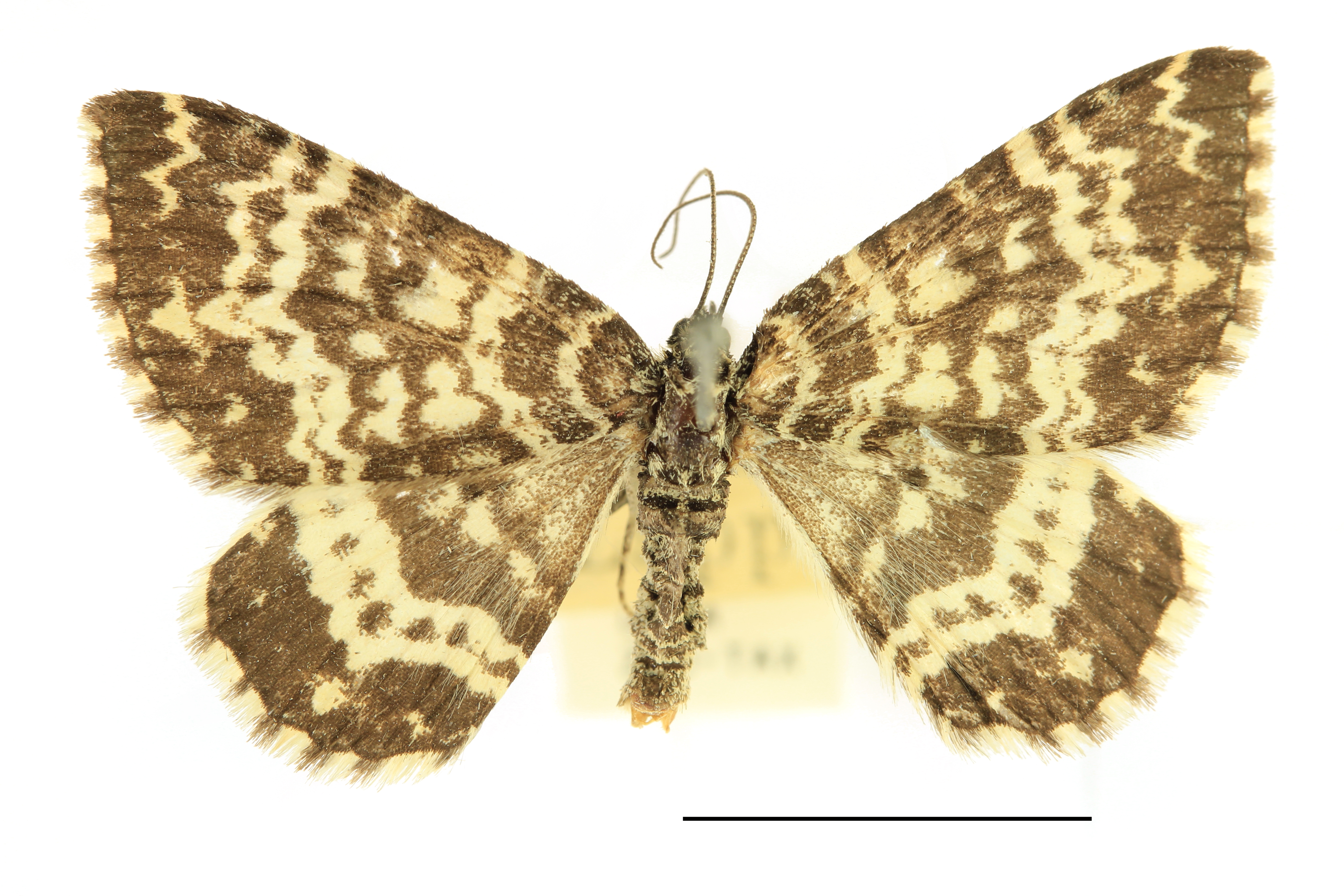